# Pierre Poujinaire
La Pierre Poujinaire ou menhir de la Varenne est situé à  Riom dans le département français du Puy-de-Dôme.

## Description
Le menhir est en syéno-diorite rose. C'est un monolithe de section quasi-triangulaire au sommet arrondi. Il mesure 1,84 m de hauteur sur 0,93 m de largeur et 0,54 m d'épaisseur au maximum.

## Historique
Le menhir, longtemps couché au sol, a été déplacé de son emplacement d'origine, qui se situait à 1 km de Riom, en limite de la Varenne, au carrefour d'une ancienne voie romaine, et redressé près du stade de Riom.
Son nom de Pierre Poujinaire vient de l'occitan « Pojinaira » qui veut dire la «mère des poussins». Cela vient d'une légende selon laquelle une poule noire venait pondre à minuit durant la nuit de Noël sur la pierre alors qu'elle celle-ci était renversée au sol.